# 압달라 부카람
압달라 부카람(스페인어: Abdalá Bucaram,  본명: 압달라 하이메 부카람 오르티스 (Abdalá Jaime Bucaram Ortíz), 1952년 2월 20일 ~ )은 에콰도르의 전직 정치인이자 육상 선수였다. 1996년 대통령으로 당선되었지만, 무능력과 부패로 파면되었으며 현재 파나마에 거주 중이다.
그의 이름인 압달라(Abdalá)는 아랍어 이름인 압둘라(Abdullah)에서 유래한다. 그는 레바논 이민자의 아들이다. 1972년 뮌헨 올림픽 당시 육상 선수로 활약했다. 1981년 대통령이자 자신의 매형인 하이메 롤도스가 비행기 사고로 사망하자, 그의 이름을 딴 롤도시스트당을 창당, 1984년 제2과야킬 시장이 됨으로써 본격적인 정치활동을 시작한다.
하지만 그의 기행은 화젯거리로 자리잡았는데 일례로 그는 부통령인 로살리아 아르테아가의 치마를 들추기도 했다. 또한 그는 로드리고 보르하 前대통령을 "당나귀"라고 놀리기도 했다.
1996년 정·부통령 선거에서 로살리아 아르테아가(부통령)와 함께 대통령이 되었다. 집권 중에도 가수로도 활동하였으며, 개혁 정책의 성공으로 높은 지지를 얻기도 했으나, 자신의 개혁안의 한계가 드러나고 만다. 그 결과 도시가스를 비롯한 시민들의 기본생활요금이 급격히 올라가는 일이 터졌고 부패에 연루되어, 의회의 탄핵이 들어갔다.
이에 국민들의 반감을 사게 되고, 끝내 반정부 시위로 번지게 된다. 결국 그는 사퇴하게 되고, 파비안 알라르콘이 임시 대통령으로 추대되었다.
파비안 알라르콘은 동년 2월 9일 추대된 로살리아 아르테아가를 이틀만에 축출하고 임시 대통령직에 올랐다. 하지만 알라르콘의 두 번째 임기 때, 부카람은 '아르테아가에게 대통령직을 넘겨야 했는데'라는 식으로 말해 논란이 되기도 했다.
그 후 파나마로 망명했다가 귀국했고, 그 후에도 부패 혐의가 계속 더해졌다. 그런데도 불구하고 그의 아들은 여전히 정치인으로 활약하고 있다.

## 역대 선거 결과
| 선거명      | 직책명            | 대수 | 정당         | 1차 득표율 | 1차 득표수  | 2차 득표율 | 2차 득표수  | 결과 | 당락 |
| ----------- | ----------------- | ---- | ------------ | ---------- | ----------- | ---------- | ----------- | ---- | ---- |
| 1996년 선거 | 에콰도르의 대통령 | 85대 | 롤도시스트당 | 26.28%     | 1,001,071표 | 54.47%     | 2,285,397표 | 1위  |      |